# Sturzkampfgeschwader 168
168-ма ескадра пікіруючих бомбардувальників (нім. Sturzkampfgeschwader 168 (StG 168) — ескадра пікіруючих бомбардувальників Люфтваффе, що існувала у складі повітряних сил вермахту напередодні Другої світової війни.

## Історія
168-ма ескадра пікіруючих бомбардувальників була сформована 1 квітня 1938 року на аеродромі у Граці. Вона складалася лише з однієї групи, яка була сформована з I./167-ї ескадри пікіруючих бомбардувальників й озброєна штурмовиками Henschel Hs 123, пізніше Junkers Ju 87 B. 1 травня 1939 року група була перейменована на I./Sturzkampfgeschwader 76.

## Командування

### Командири StG 168
1-ша група (I./StG 168)
- гауптман Вальтер Зігель (? — 1 травня 1939)

## Основні райони базування 168-ї ескадри пікіруючих бомбардувальників

### Основні райони базування I./StG 168
| Час                           | Місто | Основний літак |
| ----------------------------- | ----- | -------------- |
| 1 квітня 1938 — 1 травня 1939 | Грац  | Hs 123, Ju 87B |